# こまねこ
『こまねこ』は、日本の人形アニメ作品。NHKのマスコットキャラクター「どーもくん」を手がけたスタッフが作成した。タイトル名は「こま」撮りをする「猫」だから、「こまねこ」。

## 歴史
2003年、東京都写真美術館の『過程を見せる展覧会。“絵コンテの宇宙ーイメージの誕生”』展で、「 撮影現場そのものも展示してしまおう」という試みから、シネマライズで5話完結のシリーズとして、1分ほどのショート・ショートフィルム「こまねこ　はじめのいっぽ」が公開された。
2006年4月、DVD「こまねこ はじめのいっぽ」が発売。同年冬、長編映像作品「こま撮りえいが こまねこ」が完成して全国劇場公開された。
2007年4月、DVD「こま撮りえいが こまねこ デラックス版」が発売。
2008年2月、モスバーガーのモスキッズメニューのおまけで、こまねこ「ぱらぱらえほん」が配布され、6月に第二弾が配布された。同年7月、ニンテンドーDSソフト「こまねこDS」が発売。
2009年7月、Hondaフィットのプレゼントキャンペーンにおいてキャンペーンキャラクターとしてこまちゃんが登場。同年11月7日「こまねこのクリスマス　～迷子になったプレゼント～」が全国劇場公開。同年12月2日にはDVD-BOXの発売された。
2010年8月、こまちゃんが第一三共ヘルスケア『カコナールV2顆粒』のイメージキャラクターとなり、同年10月からのCMで谷村美月と共演。
2011年12月17日と12月31日に『ドワーフのアニメ映画まつり』と題して、他のドワーフ作品と共に「こまねこのクリスマス」と「ほんとうのともだち」を劇場公開。
2013年2月23日「こまねこのおるすばん」が川本喜八郎人形美術館で公開。
2014年2月24日『こま撮りえいが「こまねこ」＆「こまねこのクリスマス」』の24時間上映をニコニコ生放送で生配信。来場者数14万人で、放送終了後のアンケートで「とても良かった」が99.4%とニコ生歴代1位の記録となった。
2024年10月25日「こまねこのかいがいりょこう」が全国劇場公開。8分の作品なので、過去作品も併せて上映。

## 登場キャラクター
※声はカートゥーンネットワーク放送時のキャスト
- こまちゃん（声：瀧澤京香）

ものづくりが大好きな女の子のネコ。
- いぬ子（声：坂本真理）

森の奥に住んでいるイヌの女の子。仮病を使う。
- ラジボー（声：若林航平）

機械いじりが得意なメガネをかけたネコの男の子。ドライバー1本でなんでも作る。
- ももいろちゃん はいいろくん

こまちゃんがつくったぬいぐるみ。
- おじい（声：阪脩）

こまちゃんのおじいちゃん。映画監督の経歴を持つ。
- いぬ子ママ（声：二木静美）

いぬ子をやさしく見守るお母さん。いぬ子の仮病に気づきはじめている……。
- ラジパパ（声：小林通孝）

ラジボーのお父さん。機械に弱いらしい。
- くまのこ（声：辻凜太郎）

泣き虫のくま。

## ストーリー

### 「こま撮りえいが　こまねこ」
- 「こまねこ　はじめのいっぽ」

こまちゃんはこま撮りするネコ。今日も一生懸命にこま撮りをしています。絵コンテを書いたり、手作りでお人形や背景も作ります。準備が整い、8ミリカメラで撮影を開始しますが、ハエが飛んできてアクシデント発生！ こまちゃんの作品は無事、完成するのでしょうか。
- 「カメラのれんしゅう」

お気に入りの8ミリカメラで野原の撮影をするこまちゃん。撮影に夢中なこまちゃんは、ファインダーの中のことに夢中で、外の事に全く気づきません。幽霊がゆっくり近づいてきて、こまちゃんを驚かそうとしますが……。
- 「こまとラジボー」

壊れたラジオの修理にやってきた、ラジボーとラジパパ。ラジパパはラジオを直そうとしますが……。ラジボーは機械いじりが大好きな男の子。こまちゃんとラジボーはいいお友達になれるのでしょうか。
- 「ラジボーのたたかい」

ラジボーが、飛行機のラジコンで遊んでいると、カラスが邪魔をしようとやってきます。ラジボーは、改造ラジコンでカラスをやっつけようとしますが……。
- 「ほんとうのともだち」

ある日、家の外に出かけたこまちゃんは、雪男と遭遇してびっくりします。でも、だんだん雪男に興味がわいてきたこまちゃんは雪男を撮影しようと、毎日お外に出かけます。しかし、そんなある日眠っている間に、大事なお人形をなくしてしまいます。はたして、お人形は見つかるのでしょうか。そして、雪男の正体は？
- 「こまねこのおるすばん」

おじいちゃんがおでかけなので、こまちゃんはひとりでおるすばんすることになりました。そのあいだにりっぱな作品を作ろうとタイプライターに向かいますが、なかなかうまくいきません。しかもカミナリも鳴りだしてこわいおるすばんになってしまいます。そんなときに元気づけてくれたのは……。

### 「こまねこのクリスマス　～迷子になったプレゼント～」
どんなに離れていても、思いはきっと届く。
こまちゃんは、クリスマスにパパとママに会えるのを楽しみにしています。
そんなこまちゃんのもとに、パパとママからちょっと早いプレゼントが届きます。袋を開けると、そこにはかわいいお人形が。大喜びのこまちゃんでしたが、そこには「クリスマスには帰れない」と書かれた手紙がありました。すっかりいじけてしまったこまちゃんに、友達の発明少年ラジボーがある提案を持ちかけます。

## スタッフ
- 原作・監督・脚本・キャラクターデザイン - 合田経郎
- アニメーター　- 峰岸裕和、大向とき子
- 人形制作 - 阿彦よし子
- 美術 - 家辺信二（ローカスト)
- 音楽 - aikamachi+nagie
- エンディングテーマ：solita

他